# Chamaepsichia
Chamaepsichia es un género de polillas tortrícidas categorizado en la tribu Archipini, de la subfamilia Tortricinae. Fue descrito por Józef Razowski en 2009.

## Especies
- Chamaepsichia cetonia Razowski, 2011
- Chamaepsichia chitonregis Razowski, 2011
- Chamaepsichia durranti (Walsingham, 1914)
- Chamaepsichia rubrochroa Razowski, 2009